# Torgeir Eikstad Micaelsen
Torgeir Eikstad Micaelsen (nacido el 20 de mayo de 1979 en Bergen) es un político de Noruega en el Partido Laborista Noruego. Fue elegido al Parlamento Noruego de Buskerud en 2005. Trabajó anteriormente como un representante adjunto durante el mandato de 2001-2005.
A nivel local, Micaelsen fue miembro de Nedre Eiker desde 1999 hasta 2003.